# Ravensko

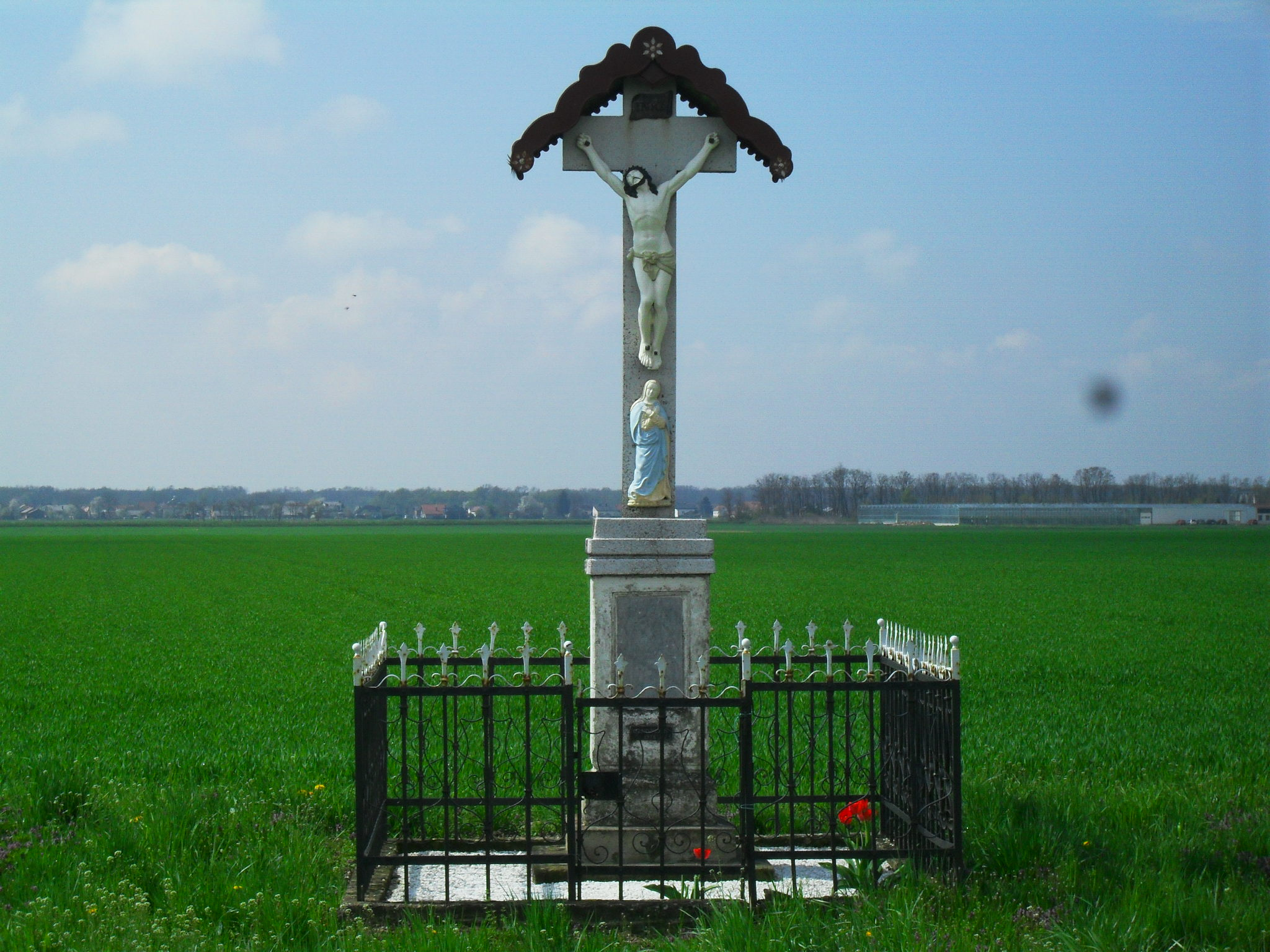
A mezővári síkon álló régi kőkereszt 1886-ból

Ravensko vagy magyaros nevén Revence a szlovéniai Muravidék (Prekmurje) középső altájegysége, az ún. Alsó-Mura síkság északi részén. Neve jelentése síkvidék, síkság, rónaság.
Északról a Goričko azaz a Vendvidéki dombság határolja, mely a vidék dombos altájegysége. Nyugatról az osztrák államhatár alkotja végeit. Keleten a Dolinsko tájegységgel határos, amely jelentős részt Alsólendva vonzáskörzete, de nincs természeti határ a két altajágyeség között. Egyes tanulmányokban szerepel az Alsó-Ravensko (Dolenje Ravensko) elnevezés, amely egyazon altájegység részeként tartja számon a Dolinskót. A két terület elkülönítésének elsősorban történelmi és nyelvi okai vannak, mivel a Dolinskón élő muravidéki szlovénok Zala vármegye részét alkották és egyházilag a zágrábi püspökséghez tartoztak. A vend nyelv nyelvjárása itt elkülönül a Ravenskón vagy a Goričkón használt nyelvjárástól. A ravenskói és goričkói nyelvjárás között kevesebb a különbség mint a dolinskói nyelvjárással.
A Ravensko zömmel Vas vármegyéhez tartozott a trianoni békeszerződés előtt, leszámítva egy két települést, mint Bagonya, amely Zala részét alkotta. Ravenskói település a Muravidék mai gazdasági és kulturális központja Muraszombat is. A történelmi kereskedelmi utak kelet-nyugati irányba haladtak Regede (Radgona) irányába, mellyel a ravenskóiaknak sok kapcsolatuk volt. Ezen a területen a föld jobban volt művelhető, ezért nem érintette annyira a lakosságot az elvándorlás vagy az éves szezonális munkába ingázás, mint az északi dombvidéket.
A Ravensko mai területének harmadát alkotja erdő. Korábban, amikor még intenzívebb volt a mezőgazdaság az erdők még ritkábbak voltak ezen a tájékon.
A lakosság zöme szlovén és vend nyelvet beszél. Alsómarác mellett Kisfalun és Dobronakon jelentős számban élnek magyarok. Vallását tekintve vegyes vidék, katolikus és evangélikus vallású szlovénség lakja. Battyándon, Alsómarácon és Muraszombatban a legjelentősebbek az evangélikus közösségek, Battyánd lényegében a muravidéki evangélikusok központja. Faludon a pünkösdi vallásnak van jelentős közössége illetve központja. Az egész Muravidéken itt a legjelentősebb a pünsködi vallásúak aránya.
A Kisfalun élő magyarok református vallásúak. A Muravidéken a református vallást kizárólag magyar nemzetiségűek gyakorolják.